# ELECTRIC PROPHET
ELECTRIC PROPHET (TM NETWORK TOUR)（エレクトリック・プロフェット ティーエム・ネットワーク・ツアー）は、TM NETWORKがデビューした1984年（昭和59年）に行われた公式上初のライブコンサート。

## メンバー
- 小室哲哉：キーボード / コーラス l
- 宇都宮隆：ボーカル
- 木根尚登：ギター/ キーボード / コーラス

## サポートメンバー
- 小泉洋 : コンピューターオペレーション

## 概要
1984年（昭和59年）12月5日から行われたTM NETWORKのコンサートライブ。全二公演、動員人数1600人。
1984年4月21日に発売されたファースト・アルバム「RAINBOW RAINBOW」の楽曲を中心に演奏された。また次作となるセカンド・アルバム「CHILDHOOD'S END」からの楽曲も幾つか試作段階であるが演奏されており、アルバム収録版とは歌詞が一部異なっている。
ライブ公演は東京と、1984年7月21日に発売されたセカンド・シングル「1974 (16光年の訪問者)」が集中的にヒットし人気を博していた北海道の札幌で合計二公演が行われた。
またこのライブで披露した「1974 (16光年の訪問者)」は後に「CHILDREN'S LIVE MIX」と題したアレンジバージョンとして4thシングル「DRAGON THE FESTIVAL (ZOO MIX)」のC/Wにスタジオ音源化して収録された。
このライブはプロモーション映像の撮影も兼ねており、後に12月5日の渋谷PARCO・PARTⅢの映像が編集され「VISION FESTIVAL(journey to saga)」に6曲、「TM VisionⅠ」に4曲収録されている。
また1985年（昭和60年）2月21日に広島市安佐南区民文化センターの杮落としライブとして、同じアレンジで数曲演奏されFM広島で放送されている。
曲目「QUATRO」は「VISION FESTIVAL(journey to saga)」にライブ映像のみが収録され、「17 to 19」は映像作品・アルバム共に未収録の未発表曲となっていたが、2022年2月23日発売の「LIVE HISTORIA T 〜TM NETWORK Live Sound Collection 1984-2015〜」に初収録された。
2024年12月18日に限定Blu-Ray BOX『The Force -40th Anniversary Edition-』に1984年12月5日のライヴ全曲の音源が特典2枚組CDとして初リリースされた。

## 日程・曲目
| 公演日時           | 会場             |
| ------------------ | ---------------- |
| 1984年（昭和59年） |                  |
| 12月5日            | 渋谷PARCO・PARTⅢ |
| 12月27日           | 札幌教育文化会館 |

|    | 曲目                                                           |
| -- | -------------------------------------------------------------- |
| 1  | QUATRO                                                         |
| 2  | パノラマジック（アストロノーツの悲劇）                         |
| 3  | イパネマ'84                                                    |
| 4  | クロコダイル・ラップ (Get away)                                |
| 5  | 17 to 19                                                       |
| 6  | Timemachine                                                    |
| 7  | 永遠のパスポート                                               |
| 8  | RAINBOW RAINBOW (陽気なアインシュタインと80年代モナリザの一夜) |
| 9  | Fantastic Vision                                               |
| 10 | 1/2の助走 (Just for you and me now)                            |
| 11 | クリストファー                                                 |
| 12 | カリビアーナ・ハイ                                             |
| 13 | 金曜日のライオン (Take it to the lucky)                        |
| 14 | 1974 (16光年の訪問者)                                          |
| 15 | Electric Prophet (電気じかけの予言者)                          |

## LIVE CD
※「The Force -40th Anniversary Edition-」付属の特典CD、上述通り1984年12月5日に渋谷PARCO・PARTⅢにて行われたライヴ全曲の音源となっている。
Disc 1は「OPENING」から「RAINBOW RAINBOW」までの前半部分、Disc 2は「FANTASTIC VISION」から「ELECTRIC PROPHET」までの後半部分の音源となっている。
| 全編曲: 小室哲哉。 |                                                                    |            |                    |       |
| #                  | タイトル                                                           | 作詞       | 作曲               | 時間  |
| 1.                 | 「OPENING」                                                        |            | 小室哲哉           | 10:31 |
| 2.                 | 「Quatro」                                                         |            | 小室哲哉           | 1:58  |
| 3.                 | 「パノラマジック (アストロノーツの悲劇)」                          | 麻生香太郎 | 木根尚登           | 4:30  |
| 4.                 | 「イパネマ '84」                                                   | 西門加里   | 小室哲哉・木根尚登 | 4:54  |
| 5.                 | 「クロコダイル・ラップ (Gat away)」                                | 小室哲哉   | 小室哲哉           | 4:35  |
| 6.                 | 「17 to 19」                                                       | 小室哲哉   | 小室哲哉           | 4:51  |
| 7.                 | 「TIMEMACHINE」                                                    | 小室哲哉   | 木根尚登           | 3:35  |
| 8.                 | 「永遠のパスポート」                                               | 小室哲哉   | 小室哲哉・木根尚登 | 4:42  |
| 9.                 | 「RAINBOW RAINBOW (陽気なアインシュタインと80年代モナリザの一夜)」 | 西門加里   | 小室哲哉           | 6:24  |
| 合計時間:          | 合計時間:                                                          | 合計時間:  | 合計時間:          | 46:00 |

| 全編曲: 小室哲哉。 |                                             |            |                    |       |
| #                  | タイトル                                    | 作詞       | 作曲               | 時間  |
| 1.                 | 「FANTASTIC VISION」                        | 小室哲哉   | 小室哲哉           | 3:39  |
| 2.                 | 「1/2の助走 (Just for you and me now)」     | 西門加里   | 木根尚登           | 5:41  |
| 3.                 | 「クリストファー」                          | 麻生香太郎 | 木根尚登           | 5:43  |
| 4.                 | 「カリビアーナ・ハイ」                      | 麻生香太郎 | 小室哲哉           | 6:02  |
| 5.                 | 「金曜日のライオン (Take it to the lucky)」 | 小室哲哉   | 小室哲哉           | 5:26  |
| 6.                 | 「1974 (16光年の訪問者)」                   | 西門加里   | 小室哲哉           | 8:36  |
| 7.                 | 「ELECTRIC PROPHET (電気じかけの予言者)」   | 小室哲哉   | 小室哲哉・木根尚登 | 11:57 |
| 合計時間:          | 合計時間:                                   | 合計時間:  | 合計時間:          | 47:04 |